# سیارک ۲۰۳۷۷
سیارک ۲۰۳۷۷ (به انگلیسی: 20377 Jakubisin، نامگذاری:1998KX46) بیست هزار و سیصد و هفتاد و هفتمین سیارک کشف شده‌است که در ۲۲ مه ۱۹۹۸ کشف شد.
قدر مطلق سیارک برابر ۱۷.۸ است.